# Datsun 510
La Datsun 510 è un'autovettura prodotta dalla casa automobilistica giapponese Datsun dal 1967 al 1973.
La vettura nel corso degli anni è stata commercializzata, a seconda dei mercati in cui veniva venduta, come Datsun 1300, 1500, 1600 o come Datsun Bluebird.
Negli anni 70, insieme alla Honda Civic, Toyota Corona e Corolla, la 510 era molto popolare negli Stati Uniti.

## Profilo e contesto

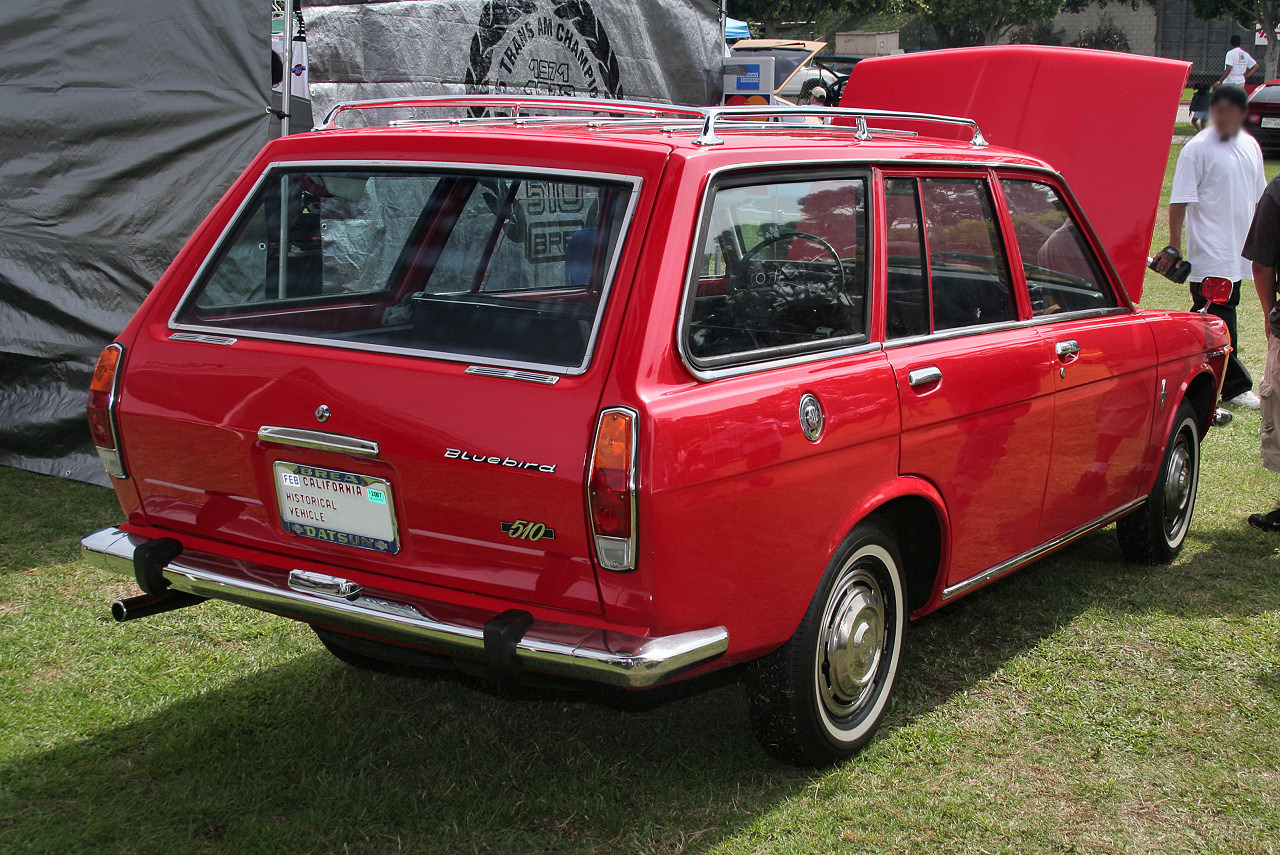
Station wagon

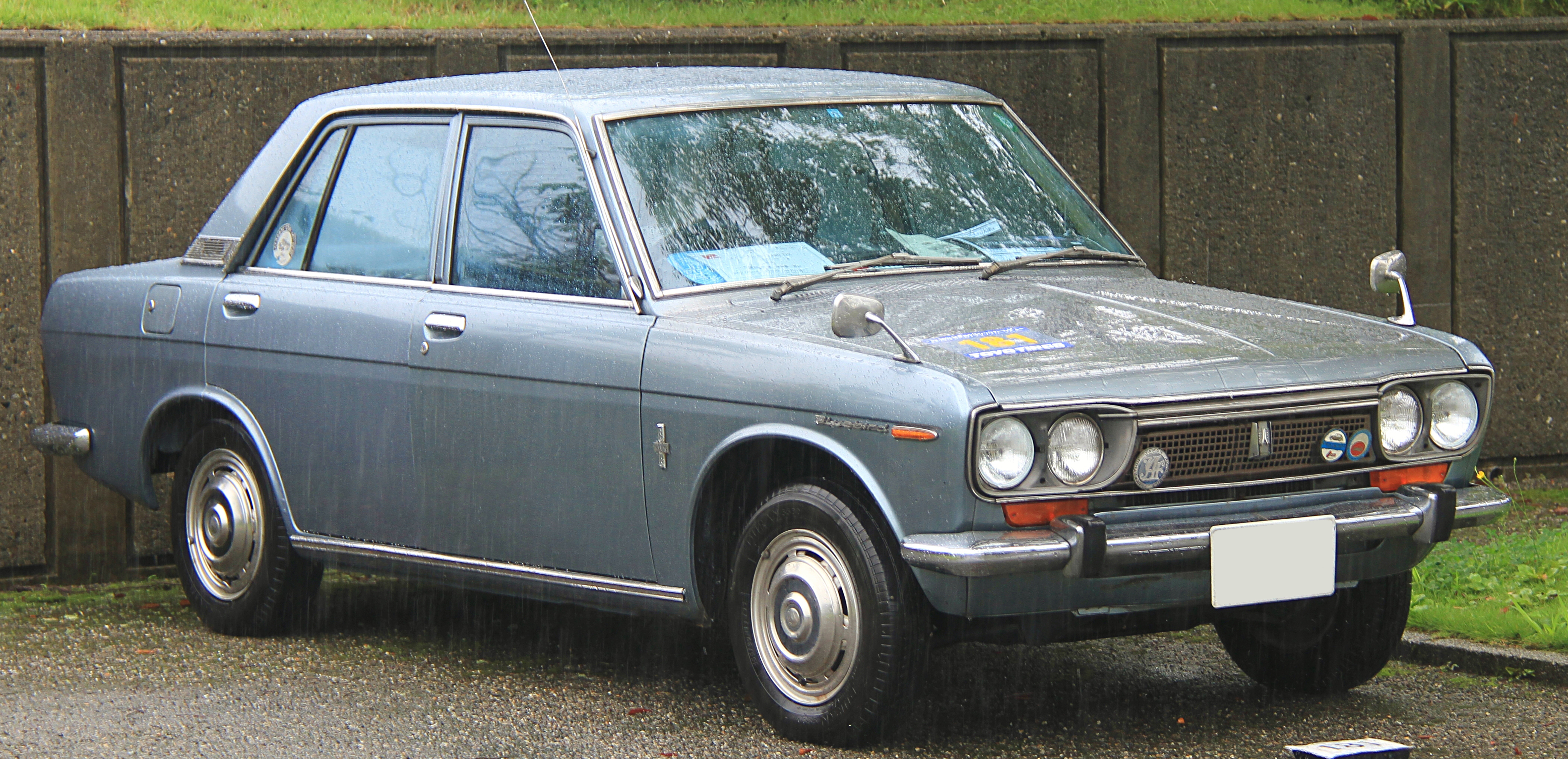
510 1400DX del 1972

La progettazione della 510 venne ispirata dalle berline europee dell'epoca, in particolare dalla BMW 2002 del 1966, che era caratterizza da un motore con singolo albero a camme in testa e sospensioni indipendenti su tutte e quattro le ruote per mezzo di montanti MacPherson all'anteriore e bracci oscillanti al posteriori.
Lanciata nell'ottobre 1967, le carrozzerie disponibili erano la berlina a quattro porte, berlina a due porte (giugno 1968), station wagon a cinque porte e coupé a due porte (novembre 1968).
Quando fu mostrata per la prima volta al Tokyo Motor Show del 1967, la vettura al debutto in Giappone era spinta dal 1,3 litri con albero a camme in testa con una potenza di 72 CV (53 kW), coadiuva da un cambio manuale a tre velocità. Invece fin dal debutto in  nordamerica, era disponibile il 1.6 accoppiato a una trasmissione sincronizzata a quattro velocità, motorizzazione che arrivò solo nell'ottobre 1968 in Giappone.

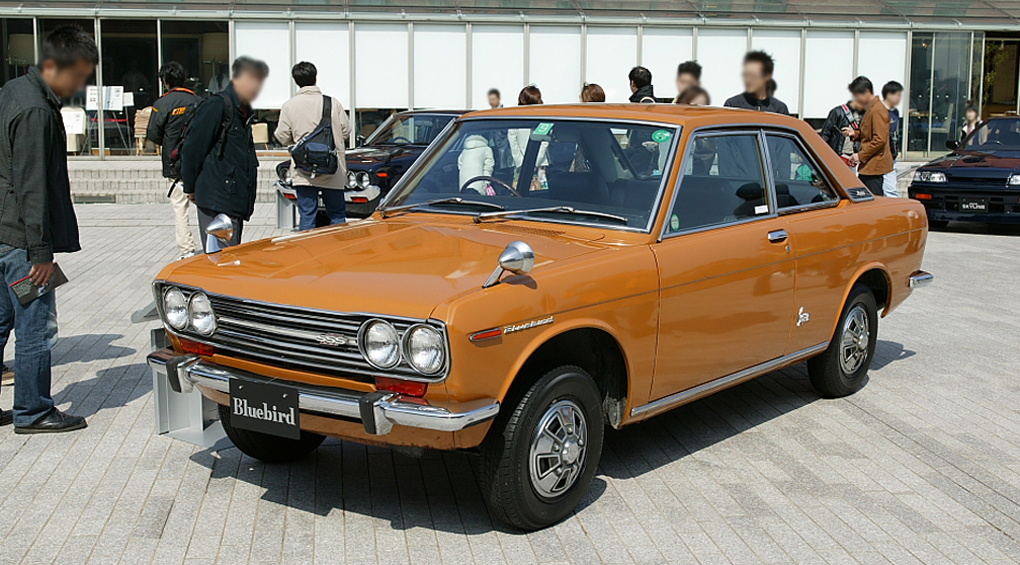
510 Bluebird Coupe

La Datsun 510 lanciata sul mercato nordamericano era spinta da un motore Hitachi da 1.6 litri a carburatore e con potenza di 96 CV (72 kW), velocità massima dichiarata di 100 mph, freni a disco anteriori, quattro sospensioni indipendenti con montanti MacPherson davanti e bracci oscillanti dietro (ad eccezione delle versioni familiari che avevano un assale rigido con molle a balestra nella parte posteriore).
La trazione era posteriore mentre la trasmissione era di due tipologie, un cambio manuale a quattro marce o automatico a tre marce. I modelli per il mercato interno giapponese (JDM) erano disponibili anche con carrozzeria coupé a due porte con un motore da 1,6 litri o 1,8 litri. Le 510, in alcuni mercati, erano alimentare da due carburatori Hitachi. Questi motori utilizzavano anche un profilo dell'albero a camme modificato per erogare più potenza. I modelli SSS (non venduti in Nord America) offrivano in più una strumentazione aggiuntiva più completa e finiture interne migliorate, nonché badge esterni riportanti la scritta "SSS". 
La 510 differiva in maniera significativa a seconda del mercato un cui veniva venduta. In Sud America, Asia (escluso il Giappone) e in Africa, la 510 berlina, due porte e station wagon avevano le sospensioni posteriori modificate. Anche i motori per questi mercati erano specifici: invece dei monoalbero da 1,6 litri, erano disponibili 1,3 o 1,5 litri ad aste e bilancieri.

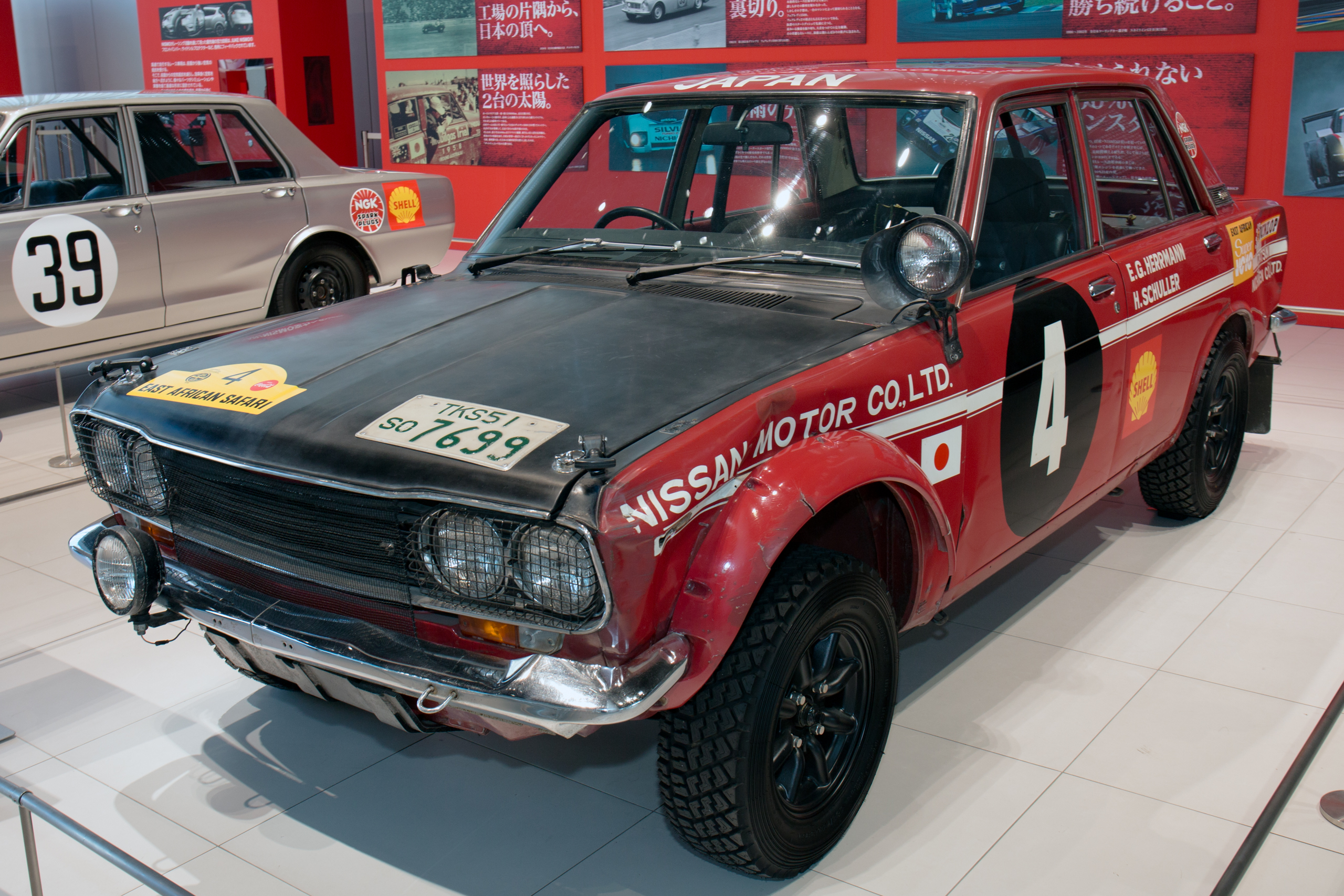
Datsun Bluebird 1600SSS

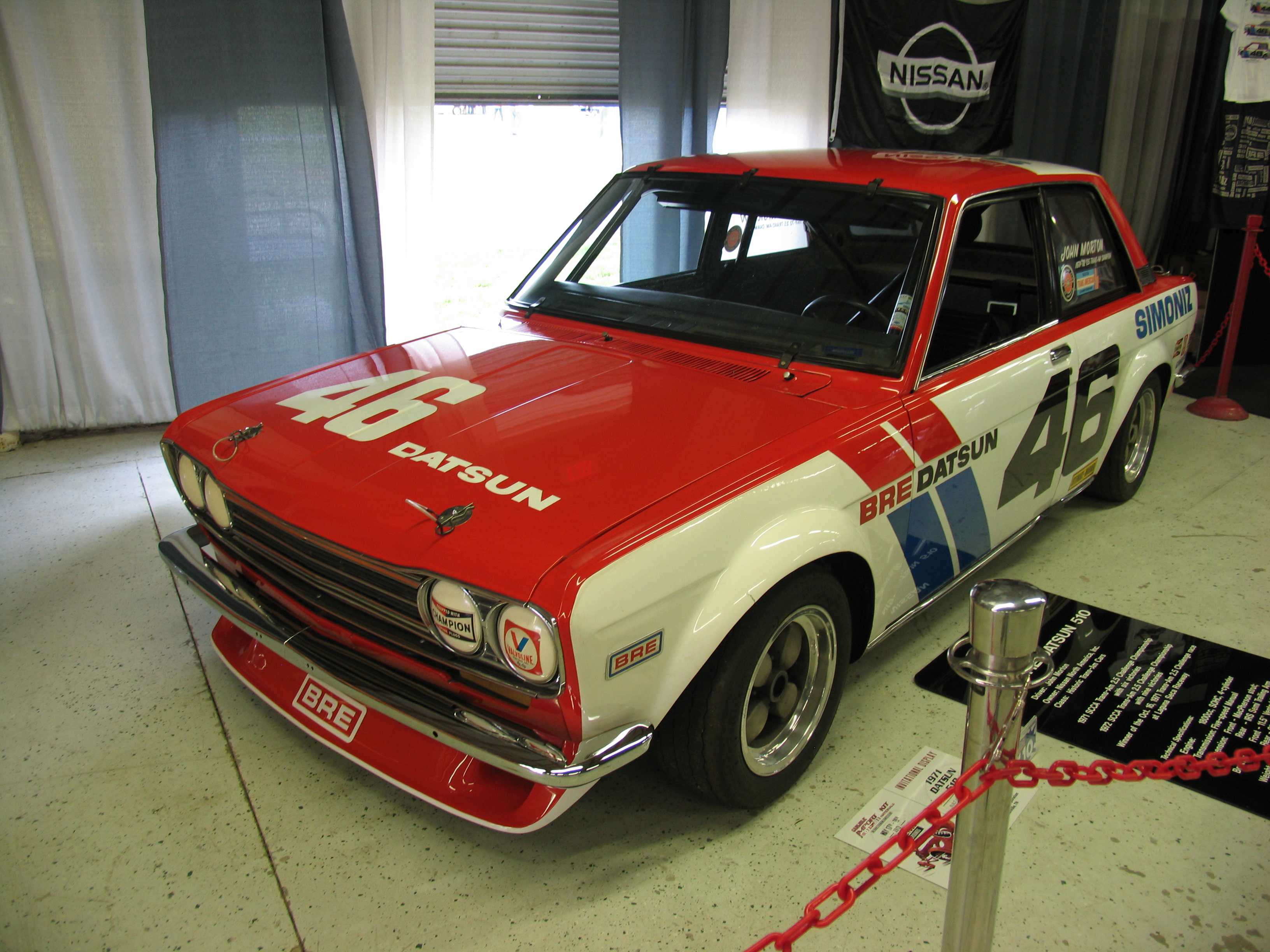

## Attività sportiva
La 510 venne impiegata negli Stati Uniti nella serie Trans Am nella categoria con cilindrata da 2500 cm³, vincendola nel 1971 e nel 1972. La Datsun 1600 è stata anche impiegata nelle competizioni rallistiche, vincendo due volte l'Australian Rally Championship e nel 1970 il Safari Rally.

### Palmarès
| Evento                                     | Anno | Pilota                   | Co-pilota               | Auto            |
| ------------------------------------------ | ---- | ------------------------ | ----------------------- | --------------- |
| Australia Ampol Trial                      | 1970 | Kenya Edgar Herrmann     | Germania Hans Schüller  | Datsun 1600 SSS |
| Kenya East African Safari Rally            | 1970 | Kenya Edgar Herrmann     | Germania Hans Schüller  | Datsun 1600 SSS |
| Stati Uniti SCCA Trans Am 2.5 Championship | 1972 | Stati Uniti John Morton  |                         | Datsun 510      |
| Australia Australian Rally Championship    | 1982 | Australia Geoff Portman  | Australia Ross Runnalls | Datsun 1600     |
| Australia Australian Rally Championship    | 1983 | Australia Ross Dunkerton | Australia Geoff Jones   | Datsun 1600     |